# Мара (име)
Мара је женско име које се користи у многим језицима и један је од облика имена Марија. Египатска варијанта име за значење: господ, владарица.

## Сродна имена
- Марија
- Маријана
- Марица
- Марина
- Маринета
- Мариора
- Марита
- Маша
- Мија
- Мирјам

## Имендани
- 26. април.

## Варијације имена у језицима
-
-

## Познате личности
- Мара Бранковић, српска принцеза и османлијска султанија
- Мара Боц (мађ. Bócz Mara), костимограф, маскер (филм)
- Мара Кековач (мађ. Kékkovács Mara), мађарска глумица